# Estrada elite feminina no Campeonato Mundial de Estrada

Maillot arco-íris outorgado à campeã da prova

A prova de linha ou rota elite feminina no Campeonato Mundial de Ciclismo de Estrada realiza-se desde o Mundial de 1958.

## Palmarés
| Núm.     | Ano         | Sede                                 | Ouro                                    | Prata                                         | Bronze                                  |
| -------- | ----------- | ------------------------------------ | --------------------------------------- | --------------------------------------------- | --------------------------------------- |
| I – XXIV | 1927 – 1957 | Não realizados                       | Não realizados                          | Não realizados                                | Não realizados                          |
| XXV      | 1958        | Reims · ( França)                    | Elsy Jacobs · Luxemburgo                | Tamara Novikova · União Soviética             | Maria Lukshina · União Soviética        |
| XXVI     | 1959        | Zandvoort · ( Países Baixos)         | Yvonne Reynders · Bélgica               | Aino Puronen · União Soviética                | Lado Gorbacheva · União Soviética       |
| XXVII    | 1960        | Leipzig · ( Alemanha Oriental)       | Beryl Burton · Reino Unido              | Rosa Sels · Bélgica                           | Elisabeth Kleinhaus · Alemanha Oriental |
| XXVIII   | 1961        | Berna · ( Suíça )                    | Yvonne Reynders · Bélgica               | Beryl Burton · Reino Unido                    | Elsy Jacobs · Luxemburgo                |
| XXIX     | 1962        | Salgou · ( Itália)                   | Marie-Rose Gaillard · Bélgica           | Yvonne Reynders · Bélgica                     | Marie-Therese Naessens · Bélgica        |
| XXX      | 1963        | Ronse · ( Bélgica)                   | Yvonne Reynders · Bélgica               | Rosa Sels · Bélgica                           | Aino Puronen · União Soviética          |
| XXXI     | 1964        | Sallanches · ( França)               | Emilia Sonk · União Soviética           | Galina Yudina · União Soviética               | Rosa Sels · Bélgica                     |
| XXXII    | 1965        | Lasarte ()                           | Elisabeth Kleinhaus · Alemanha Oriental | Yvonne Reynders · Bélgica                     | Aino Puronen · União Soviética          |
| XXXIII   | 1966        | Nürburgring · ( Alemanha Ocidental)  | Yvonne Reynders · Bélgica               | Keetie Hage · Países Baixos                   | Aino Puronen · União Soviética          |
| XXXIV    | 1967        | Heerlen · ( Países Baixos)           | Beryl Burton · Reino Unido              | Liubov Zadorozhnaya · União Soviética         | Anna Konkina · União Soviética          |
| XXXV     | 1968        | Imola · ( Itália)                    | Keetie van Oosten-Hage · Países Baixos  | Baiba Tsaune · União Soviética                | Morena Tartagni · Itália                |
| XXXVI    | 1969        | Brno · ( Tchecoslováquia)            | Audrey McElmury · Estados Unidos        | Bernadette Swinnerton · Reino Unido           | Nina Trofimova · União Soviética        |
| XXXVII   | 1970        | Leicester · ( Reino Unido)           | Anna Konkina · União Soviética          | Morena Tartagni · Itália                      | Raisa Obodovskaya · União Soviética     |
| XXXVIII  | 1971        | Mendrisio · ( Suíça )                | Anna Konkina · União Soviética          | Morena Tartagni · Itália                      | Keetie van Oosten-Hage · Países Baixos  |
| XXXIX    | 1972        | Gap · ( França)                      | Geneviève Gambillon · França            | Liubov Zadorozhnaya · União Soviética         | Anna Konkina · União Soviética          |
| XL       | 1973        | Barcelona ()                         | Nicole Vandenbroeck · Bélgica           | Keetie van Oosten-Hage · Países Baixos        | Valentina Rebrovskaya · União Soviética |
| XLI      | 1974        | Montreal · ( Canadá)                 | Geneviève Gambillon · França            | Baiba Tsaune · União Soviética                | Keetie van Oosten-Hage · Países Baixos  |
| XLII     | 1975        | Yvoir · ( Bélgica)                   | Tineke Fopma · Países Baixos            | Geneviève Gambillon · França                  | Keetie van Oosten-Hage · Países Baixos  |
| XLIII    | 1976        | Ostuni · ( Itália)                   | Keetie van Oosten-Hage · Países Baixos  | Luigina Bissoli · Itália                      | Yvonne Reynders · Bélgica               |
| XLIV     | 1977        | San Cristóbal · ( Venezuela)         | Josiane Bost · França                   | Connie Carpenter · Estados Unidos             | Minnie Brinkhof · Países Baixos         |
| XLV      | 1978        | Nürburgring · ( Alemanha Ocidental)  | Beate Habetz · Alemanha Ocidental       | Keetie van Oosten-Hage · Países Baixos        | Emanuella Lorenzon · Itália             |
| XLVI     | 1979        | Valkenburg · ( Países Baixos)        | Petra de Bruin · Países Baixos          | Jenny De Smet · Bélgica                       | Beate Habetz · Alemanha Ocidental       |
| XLVII    | 1980        | Sallanches · ( França)               | Beth Heiden · Estados Unidos            | Trude Jahre · Suíça                           | Mandy Jones · Reino Unido               |
| XLVIII   | 1981        | Praga · ( Tchecoslováquia)           | Ute Enzenauer · Alemanha Ocidental      | Jeannie Longo · França                        | Connie Carpenter · Estados Unidos       |
| XLIX     | 1982        | Goodwood · ( Reino Unido)            | Mandy Jones · Reino Unido               | Maria Canins · Itália                         | Gerda Sierens · Bélgica                 |
| L        | 1983        | Altenrhein · ( Suíça )               | Marianne Berglund · Suécia              | Rebecca Twigg · Estados Unidos                | Maria Canins · Itália                   |
| LI       | 1984        | Realizado nos XXIII Jogos Olímpicos  | Realizado nos XXIII Jogos Olímpicos     | Realizado nos XXIII Jogos Olímpicos           | Realizado nos XXIII Jogos Olímpicos     |
| LII      | 1985        | Giavera del Montello · ( Itália)     | Jeannie Longo · França                  | Maria Canins · Itália                         | Sandra Schumacher · Alemanha Ocidental  |
| LIII     | 1986        | Colorado Springs · ( Estados Unidos) | Jeannie Longo · França                  | Janelle Parks · Estados Unidos                | Alla Yakovleva · União Soviética        |
| LIV      | 1987        | Villach · ( Áustria)                 | Jeannie Longo · França                  | Heleen Hage · Países Baixos                   | Connie Meijer · Países Baixos           |
| LV       | 1988        | Realizado nos XXIV Jogos Olímpicos   | Realizado nos XXIV Jogos Olímpicos      | Realizado nos XXIV Jogos Olímpicos            | Realizado nos XXIV Jogos Olímpicos      |
| LVI      | 1989        | Chambéry · ( França)                 | Jeannie Longo · França                  | Cathérine Marsal · França                     | Maria Canins · Itália                   |
| LVII     | 1990        | Utsunomiya · ( Japão)                | Cathérine Marsal · França               | Ruthie Matthes · Estados Unidos               | Louisa Seghezzi · Itália                |
| LVIII    | 1991        | Stuttgart · ( Alemanha)              | Leontien van Moorsel · Países Baixos    | Inga Thompson · Estados Unidos                | Alison Sydor · Canadá                   |
| LIX      | 1992        | Realizado nos XXV Jogos Olímpicos    | Realizado nos XXV Jogos Olímpicos       | Realizado nos XXV Jogos Olímpicos             | Realizado nos XXV Jogos Olímpicos       |
| LX       | 1993        | Oslo · ( Noruega)                    | Leontien van Moorsel · Países Baixos    | Jeannie Longo · França                        | Laura Charameda · Estados Unidos        |
| LXI      | 1994        | Agrigento · ( Itália)                | Monica Valem · Noruega                  | Patsy Maegerman · Bélgica                     | Jeanne Golay · Estados Unidos           |
| LXII     | 1995        | Duitama · ( Colômbia)                | Jeannie Longo · França                  | Cathérine Marsal · França                     | Edita Pučinskaitė · Lituânia            |
| LXIII    | 1996        | Lugano · ( Suíça )                   | Barbara Heeb · Suíça                    | Rasa Polikevičiūtė · Lituânia                 | Linda Jackson · Canadá                  |
| LXIV     | 1997        | San Sebastián · ( Espanha)           | Alessandra Cappellotto · Itália         | Elisabeth Tadich · Austrália                  | Cathérine Marsal · França               |
| LXV      | 1998        | Valkenburg · ( Países Baixos)        | Diana Žiliūtė · Lituânia                | Leontien Zijlaard-vão Moorsel · Países Baixos | Hanka Kupfernagel · Alemanha            |
| LXVI     | 1999        | Verona · ( Itália)                   | Edita Pučinskaitė · Lituânia            | Anna Wilson · Austrália                       | Diana Žiliūtė · Lituânia                |
| LXVII    | 2000        | Plouay · ( França)                   | Zinaida Stahurskaya · Bielorrússia      | Chantal Beltman · Países Baixos               | Madeleine Lindberg · Suécia             |
| LXVIII   | 2001        | Lisboa · ( Portugal)                 | Rasa Polikevičiūtė · Lituânia           | Edita Pučinskaitė · Lituânia                  | Jeannie Longo · França                  |
| LXIX     | 2002        | Zolder · ( Bélgica)                  | Susanne Ljungskog · Suécia              | Nicole Brändli · Suíça                        | Joane Somarriba · Espanha               |
| LXX      | 2003        | Hamilton · ( Canadá)                 | Susanne Ljungskog · Suécia              | Mirjam Melchers · Países Baixos               | Nicole Cooke · Reino Unido              |
| LXXI     | 2004        | Verona · ( Itália)                   | Judith Arndt · Alemanha                 | Tatiana Guderzo · Itália                      | Anita Valen · Noruega                   |
| LXXII    | 2005        | Madrid · ( Espanha)                  | Regina Schleicher · Alemanha            | Nicole Cooke · Reino Unido                    | Oenone Wood · Austrália                 |
| LXXIII   | 2006        | Salzburgo · ( Áustria)               | Marianne Vos · Países Baixos            | Trixi Worrack · Alemanha                      | Nicole Cooke · Reino Unido              |
| LXXIV    | 2007        | Stuttgart · ( Alemanha)              | Marta Bastianelli · Itália              | Marianne Vos · Países Baixos                  | Giorgia Bronzini · Itália               |
| LXXV     | 2008        | Varese · ( Itália)                   | Nicole Cooke · Reino Unido              | Marianne Vos · Países Baixos                  | Judith Arndt · Alemanha                 |
| LXXVI    | 2009        | Mendrisio · ( Suíça )                | Tatiana Guderzo · Itália                | Marianne Vos · Países Baixos                  | Noemi Cantele · Itália                  |
| LXXVII   | 2010        | Melbourne · ( Austrália)             | Giorgia Bronzini · Itália               | Marianne Vos · Países Baixos                  | Emma Johansson · Suécia                 |
| LXXVIII  | 2011        | Copenhaga · ( Dinamarca)             | Giorgia Bronzini · Itália               | Marianne Vos · Países Baixos                  | Ina-Yoko Teutenberg · Alemanha          |
| LXXIX    | 2012        | Valkenburg · ( Países Baixos)        | Marianne Vos · Países Baixos            | Rachel Neylan · Austrália                     | Elisa Longo Borghini · Itália           |
| LXXX     | 2013        | Florença · ( Itália)                 | Marianne Vos · Países Baixos            | Emma Johansson · Suécia                       | Rossella Ratto · Itália                 |
| LXXXI    | 2014        | Ponferrada · ( Espanha)              | Pauline Ferrand-Prévot · França         | Lisa Brennauer · Alemanha                     | Emma Johansson · Suécia                 |
| LXXXII   | 2015        | Richmond · ( Estados Unidos)         | Elizabeth Armitstead · Reino Unido      | Anna van der Breggen · Países Baixos          | Megan Guarnier · Estados Unidos         |
| LXXXIII  | 2016        | Doha · ( Catar)                      | Amalie Dideriksen · Dinamarca           | Kirsten Wild · Países Baixos                  | Lotta Lepistö · Finlândia               |
| LXXXIV   | 2017        | Bergen · ( Noruega)                  | Chantal Blaak · Países Baixos           | Katrin Garfoot · Austrália                    | Amalie Dideriksen · Dinamarca           |
| LXXXV    | 2018        | Innsbruck · ( Áustria)               | Anna van der Breggen · Países Baixos    | Amanda Spratt · Austrália                     | Tatiana Guderzo · Itália                |
| LXXXVI   | 2019        | Yorkshire · ( Reino Unido)           | Annemiek van Vleuten · Países Baixos    | Anna van der Breggen · Países Baixos          | Amanda Spratt · Austrália               |
| LXXXVII  | 2020        | Imola · ( Itália)                    | Anna van der Breggen · Países Baixos    | Annemiek van Vleuten · Países Baixos          | Elisa Longo Borghini · Itália           |

## Medalheiro histórico
- Até Imola 2020.

| Ordem | País            | Medalha de ouro | Medalha de prata | Medalha de bronze | Total |
| ----- | --------------- | --------------- | ---------------- | ----------------- | ----- |
| 1     | Países Baixos   | 13              | 16               | 5                 | 34    |
| 2     | França          | 10              | 5                | 2                 | 17    |
| 3     | Bélgica         | 6               | 6                | 4                 | 16    |
| 4     | Itália          | 5               | 6                | 11                | 22    |
| 5     | Reino Unido     | 5               | 3                | 3                 | 11    |
| 6     | Alemanha(1)     | 5               | 2                | 6                 | 13    |
| 7     | União Soviética | 3               | 7                | 11                | 21    |
| 8     | Lituânia        | 3               | 2                | 2                 | 7     |
| 9     | Suécia          | 3               | 1                | 3                 | 7     |
| 10    | Estados Unidos  | 2               | 5                | 4                 | 11    |
| 11    | Suíça           | 1               | 2                | 0                 | 3     |
| 12    | Dinamarca       | 1               | 0                | 1                 | 2     |
| 12    | Luxemburgo      | 1               | 0                | 1                 | 2     |
| 12    | Noruega         | 1               | 0                | 1                 | 2     |
| 15    | Bielorrússia    | 1               | 0                | 0                 | 1     |
| 16    | Austrália       | 0               | 5                | 2                 | 7     |
| 17    | Canadá          | 0               | 0                | 2                 | 2     |
| 18    | Espanha         | 0               | 0                | 1                 | 1     |
| 18    | Finlândia       | 0               | 0                | 1                 | 1     |
|       | TOTAL           | 60              | 60               | 60                | 180   |

- (1) – Inclui as medalhas da RFA e da RDA.